# Вахський район
Ва́хський район (тадж. ноҳияи Вахш) — адміністративна одиниця другого порядку у складі Хатлонської області Таджикистану. Центр — селище Вахш, розташоване за 25 км від Курган-Тюбе.

## Географія
Район розташований у долині річки Вахш. На півночі межує з Сарбандським, на сході — з Дангаринським, Пархарським, на заході — з Бохтарським, на півдні — з Джалолідіна Румі районами Хатлонської області.

## Населення
Населення — 169200 осіб (2013; 165000 в 2012, 160600 в 2011, 155800 в 2010, 152100 в 2009, 149400 в 2008, 147000 в 2007).

## Адміністративний поділ
Адміністративно район поділяється на 5 джамоатів (раніше їх було 7), до складу яких входить 2 селища та 91 сільський населений пункт:
| Район                   | Площа, км² | Населення, осіб | Центр      | Населені пункти |
| ----------------------- | ---------- | --------------- | ---------- | --------------- |
| Вахський джамоат        | -          | 10729           | Вахш       | -               |
| Кіровський джамоат      | -          | 3615            | Кіровський | -               |
| Машальський джамоат     | -          | 37111           | Машал      | -               |
| Окгазинський джамоат    | -          | 23845           | Окгаза     | -               |
| Рохі-Ленінський джамоат | -          | 16323           | Рохі-Ленін | -               |
| Таджикободський джамоат | -          | 24181           | Нуробод    | -               |
| Янгіободський джамоат   | -          | 9024            | Янгіобод   | -               |

## Історія
Район утворений 1930 року як Курган-Тюбинський район у складі Таджицької РСР. У 1933—1934 роках Вахським районом називався Джалолідіна Румі район. 6 січня 1965 року перейменований на Вахський район.